# Basiliek van het Heilig Hart (Berchem)
De Basiliek van het Heilig Hart aan de Merodelei in Berchem (Antwerpen) is de eerste basiliek ter wereld toegewijd aan het Heilig Hart.

## Geschiedenis
Deze neogotische kerk werd opgericht in 1875 en voltooid in 1878, naar de plannen van de architecten Joseph Van Riel en Jules Bilmeyer.
Paus Pius IX schonk de eerste steen. Deze werd op 8 september 1875 gelegd in aanwezigheid van Mgr. Vincent Vannutelli, pauselijk afgevaardigde.
In 1878 werd de kerk door de paus tot basiliek verheven: de plechtige inwijding vond plaats op 17 augustus van hetzelfde jaar.
Het aanpalende kloostergedeelte was aanvankelijk bestemd voor de Congregatie van de Dochters van Jesus' Heilig Hart. De bouw daarvan werd vermoedelijk kort na juni 1889 aangevat.
In het verleden rustte in deze basiliek, opgeborgen in een glazen schrijn, het stoffelijk overschot van Marie Deluil-Martiny (1841-1884) die in 1989 zalig werd verklaard door paus Johannes-Paulus II. Ze was de vermoorde stichteres van de congregatie.
Op zaterdag, 28 september 2013, werd dit schrijn met het lichaam verhuisd van Berchem naar Rome. Daar heeft het nu, in het hoofdhuis van de orde aan de Via dei Villini, een laatste rustplaats.
De zusters verhuisden mee: sommigen naar Rome en anderen naar Marseille, waar de stichteres geboren werd.
Sinds 2014 wordt het klooster bewoond door de religieuze gemeenschap Chemin Neuf.

## Exterieur
De gevel van de kerk heeft een timpaan boven het hoofdportaal met een voorstelling van Christus die zijn Heilig Hart toont. Het Antwerpse duo J.B. De Boeck en J.B. Van Wint vervaardigde dit natuurstenen reliëf.
Het bovenaan uitkragende torenelement in het midden van de voorgevel is een vormentaal die architect Bilmeyer ook gebruikte in de 20 jaar later gebouwde kapel van het Franciscanessenklooster in de Lange Kongostraat.

De basiliek, het klooster en de achterliggende tuin maken deel uit van het beschermd stadsgezicht Kardinaal Mercierlei-De Merodelei.

## Interieur
De vier beelden van cherubijnen rond het altaar zijn gemaakt door de Franse beeldhouwer M. Dufraine. Het altaar, tabernakel, ciborium, kandelaars en monstrans zijn het werk van de kunstenaar Armand-Calliat uit Lyon. Glasramen zijn van de hand van Leon Lefèvre (Maison Lusson) (Parijs) die ook de renovatie uitvoerde aan de glasramen van de Sainte-Chapelle in Parijs.

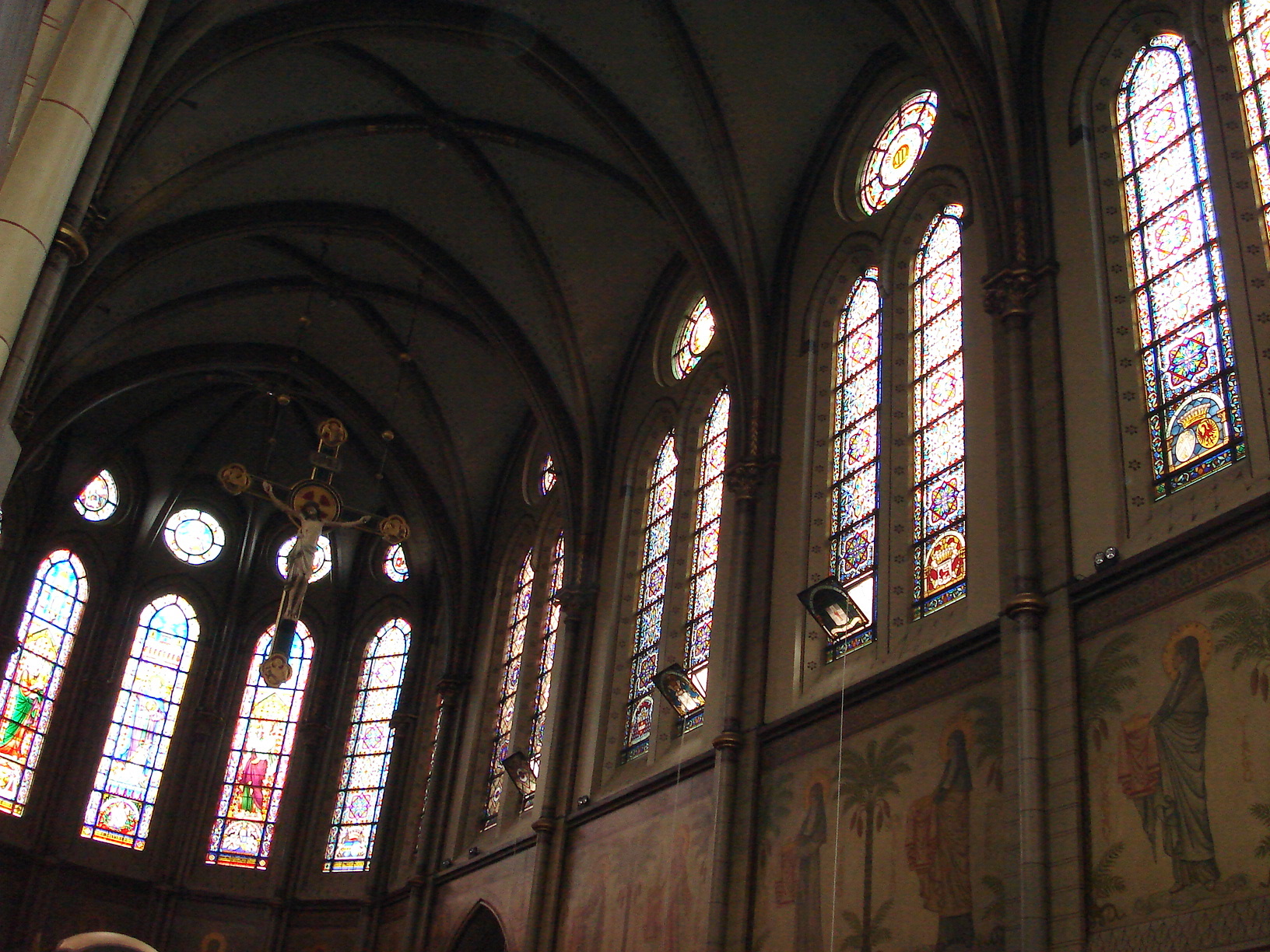
H.-Hartbasiliek: lichtbeukvensters en gewelven van de hoofdbeuk.
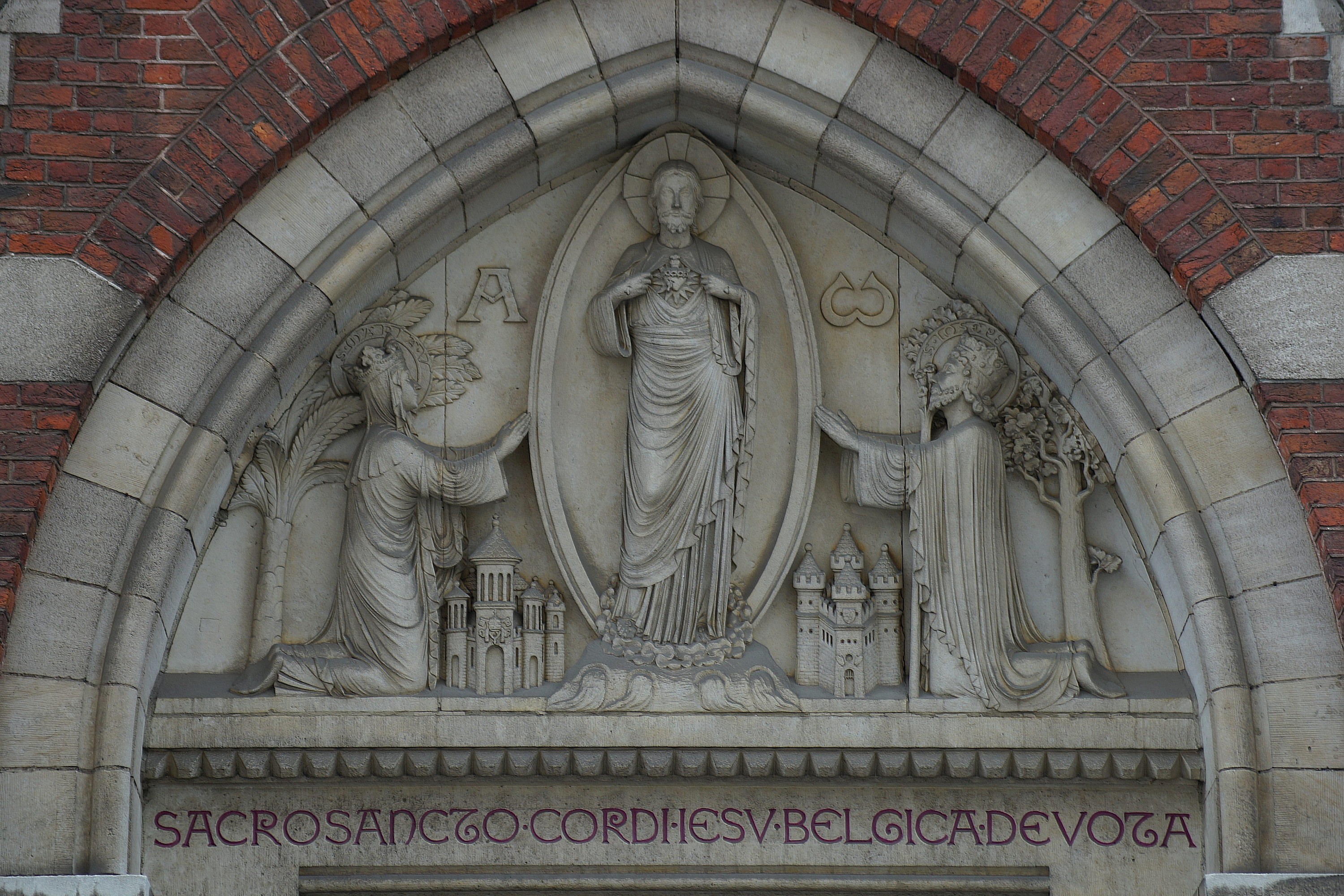
Timpaan.
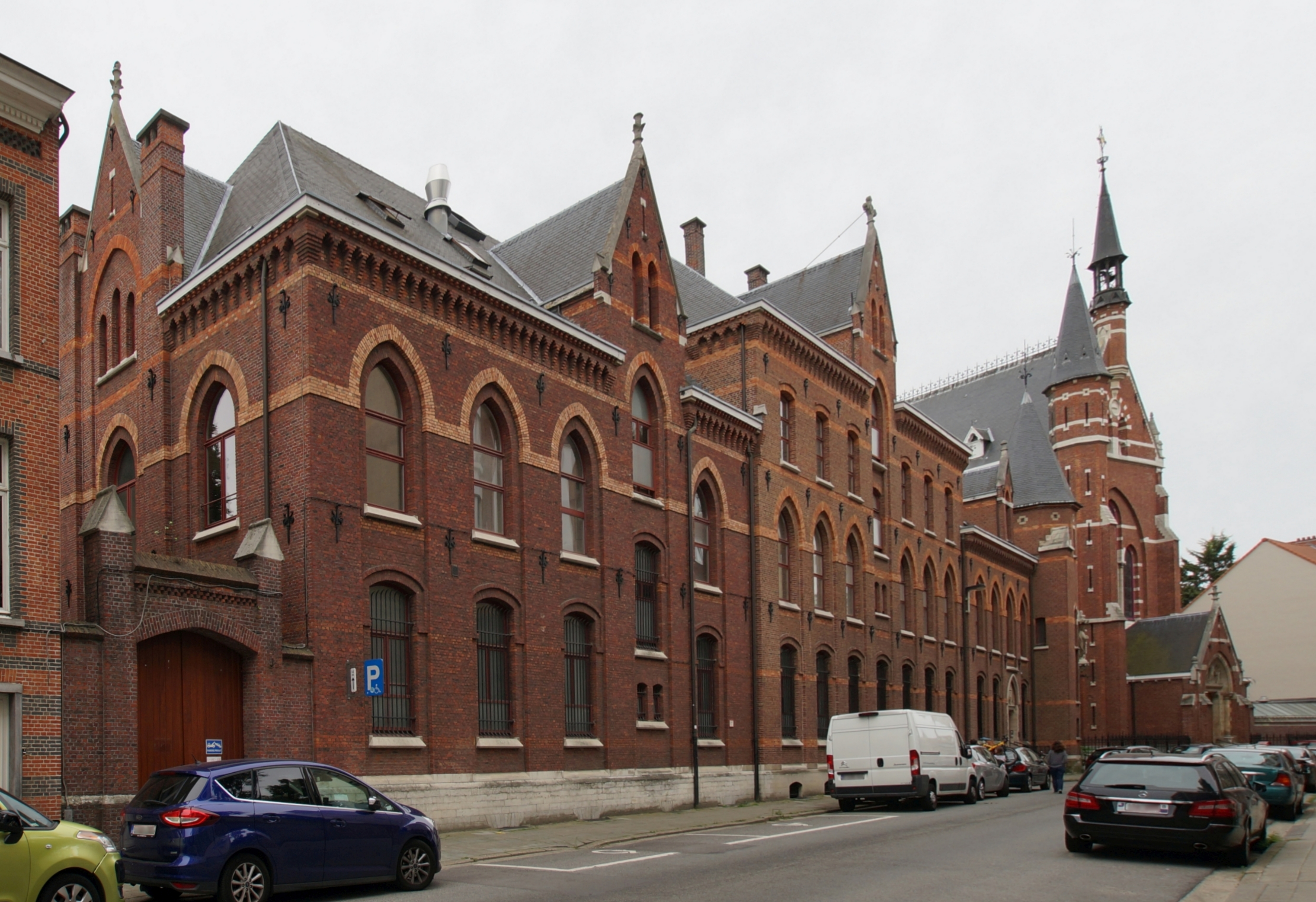
Aanpalend klooster gebouwd in 1889, thans bewoond door de religieuze groepering "Chemin Neuf".